# Antimetabolit
Ántimetabolít ali zavirálec célične presnôve je spojina s podobno strukturo kot jo ima nek presnovek (metabolit) v organizmu, odgovoren za normalen potek biokemijskih reakcij. Zaradi omenjene strukturne podobnosti antimetabolit vstopa v iste reakcije ter tako zavira biokemijske procese (npr. celično delitev).

## Vloga

### Zdravljenje raka
Antimetaboliti se uporabljajo v zdravljenju raka, in sicer so to purinski antimetaboliti (npr. merkaptopurin), pirimidinski antimetaboliti (npr. citarabin) ter antimetaboliti folne kisline (npr. metotreksat). Le-ti se vključujejo v sintezo jedrnih kislin in s tem zavirajo celično delitev ter posledično rast tumorja.

### Antibiotiki
Nekateri antimetaboliti se uporabljajo tudi kot antibiotiki; takšni so na primer sulfanilamidni antibiotiki, ki inhibirajo nastanek dihidrofolata, saj se vključujejo v reakcijo njegove sinteze na mesto p-aminobenzojske kisline.